# Nana de Varennes
Pour les articles homonymes, voir Varennes.
 (août 2019).
Si vous disposez d'ouvrages ou d'articles de référence ou si vous connaissez des sites web de qualité traitant du thème abordé ici, merci de compléter l'article en donnant les références utiles à sa vérifiabilité et en les liant à la section « Notes et références ».
Nana de Varennes, née Angélina Richard, fille de Louis Richard et d'Anésie Pigeon est une actrice canadienne née le 21 février 1887 à Saint-Roch-de-l'Achigan et décédée à Montréal le 1er juillet 1981 à l'âge de 94 ans.

## Biographie
Nana de Varennes n'a que quatorze ans en 1901 quand elle monte sur scène pour la première fois. Un an plus tard, elle fait la connaissance de Roméo de Varennes, lui-même acteur et chanteur. Après leur mariage, ils effectuent de nombreuses tournées tout en devenant les parents de six enfants.
Après avoir été caissière au théâtre Stella de Montréal, souffleuse dans différents théâtres, comédienne au théâtre et directrice d'une compagnie artistique, elle sera des premiers films québécois d'après-guerre (ex. Le Gros Bill).
Nana de Varennes connait un renouveau dans sa carrière avec la venue de la télévision. En effet, bien qu'elle ait 65 ans lorsque la télévision apparaît au Québec (1952), elle y jouera pendant une vingtaine d'années des rôles marquants.  
Elle sera la cousine du Pot-au-beurre du Survenant de Germaine Guèvremont, la Démérise du père Gédéon de La Famille Plouffe de Roger Lemelin et l'arrière grand-mère dans Quelle Famille ! de Janette Bertrand. 
Elle aura connu une carrière artistique de plus de 70 ans, une des plus longues de l'histoire du Québec.
Nana de Varennes est décédée à l'âge de 94 ans le 1er juillet 1981.

## Filmographie

### Cinéma
- 1949 : Le Gros Bill : Mme Vandal
- 1950 : Les Lumières de ma ville : Sophie Clément
- 1952 : La Petite Aurore, l'enfant martyre : Melvina Andois
- 1957 : Le Survenant (film) : la cousine du Pot-au-beurre
- 1959 : L'Héritage
- 1959 : Les Brûlés (film) : Mère Hamelin
- 1965 : La Corde au cou : la mère d'Annette et Amédée
- 1968 : The Waterdevil
- 1969 : Ti-cœur
- 1970 : L'Amour humain
- 1970 : En pièces détachées (téléthéâtre) (téléthéâtre basé sur la pièce de Michel Tremblay) : une voisine
- 1971 : Mon enfance à Montréal
- 1971 : Fleur bleue : la femme dans l'église
- 1971 : "Les chats bottés"

### Télévision
- 1953 - 1959 : La Famille Plouffe (série télévisée) : Démerise Plouffe
- 1954 - 1960 : Le Survenant (série télévisée) : la cousine du Pot-au-beurre
- 1957 : Les Brûlés (série télévisée)
- 1957 - 1958 : Au chenal du moine (série télévisée) : la cousine du Pot-au-beurre
- 1962 - 1963 : Le Petit Monde du Père Gédéon (série télévisée) : Démerise Plouffe
- 1968 - 1969 : Les Martin (série télévisée) : Mme Gouin
- 1969 - 1974 : Quelle famille!  (série télévisée) : Mémère